# Nedre Romerike prosteri

Prosterier i Borgs stift. Det ljusröda området på kartan är Nedre Romerike prosteri.

Nedre Romerike prosteri (norska: Nedre Romerike prosti) är ett kontrakt (prosteri, norska: prosti) i Borgs stift inom Norska kyrkan. Kontraktet omfattar kommunerna Lillestrøm, Lørenskog, Nittedal och Rælingen i Akershus fylke i sydöstra Norge.
Namnet syftar på att kontraktet omfattar kommuner i den södra delen av landskapet Romerike.

## Socknar
Nedre Romerike prosteri består av 14 socknar (norska: sokn eller sogn):
- Blakers socken
- Dalens socken
- Fets socken
- Fjellhamars socken
- Frogners socken
- Hakadals socken
- Lillestrøms socken
- Nittedals socken
- Rælingens socken
- Skedsmo socken
- Skårers socken
- Strømmens socken
- Sørums socken
- Øvre Rælingens socken